# Straightaway-Gletscher
Der Straightaway-Gletscher ist ein 22 km langer Talgletscher im Denali-Nationalpark in der Alaskakette in Alaska (USA). 

## Geografie
Das Nährgebiet des Gletschers befindet sich an der Westflanke des Kahiltna Dome auf einer Höhe von etwa 2800 m. Der Gletscher strömt in einem engen Rechtsbogen unterhalb der Nordflanke des Mount Crosson vorbei. Im 700 m breiten und knapp 6 km langen Mittelabschnitt strömt der Gletscher nach Nordosten. Schließlich wendet er sich abrupt nach Nordwesten. Im unteren Bereich weist der Gletscher eine Breite von 1,5 km auf. Er endet auf einer Höhe von 1000 m. Der 7,5 km lange Abfluss mündet in den Foraker River. 